# Conrad András
Conrad András (Győr, 1724. december 15. – 1780. január 18.) orvos.

## Élete
Szülővárosában, az evangélikus gimnáziumban, majd Trencsénben és a pozsonyi líceumban tanult. 1743-ban a hallei egyetemre, 1744-ben pedig Göttingenbe ment, ahol 1748-ban orvos lett. Hazájába visszartérve, 1750-ben Sopron főorvosává választották. 1751. november 30-án III. Diodorus néven az Academia naturae curiosorum természetvizsgáló-társaság tagja lett.

## Munkái
- Dissertatio inaug. medica de depositionibus criticis. Göttingae, 1748.
- Kurzer Unterricht von den Wirkungen und nützlichem Gebrauche des Wolfser Baades bei der königl. Freistadt Oedenburg, 1772. (Névtelenül.)
- Több orvos-természettani értekezése jelent meg az említett társulat kiadványaiban.